# حزب سوسیال دموکرات چک

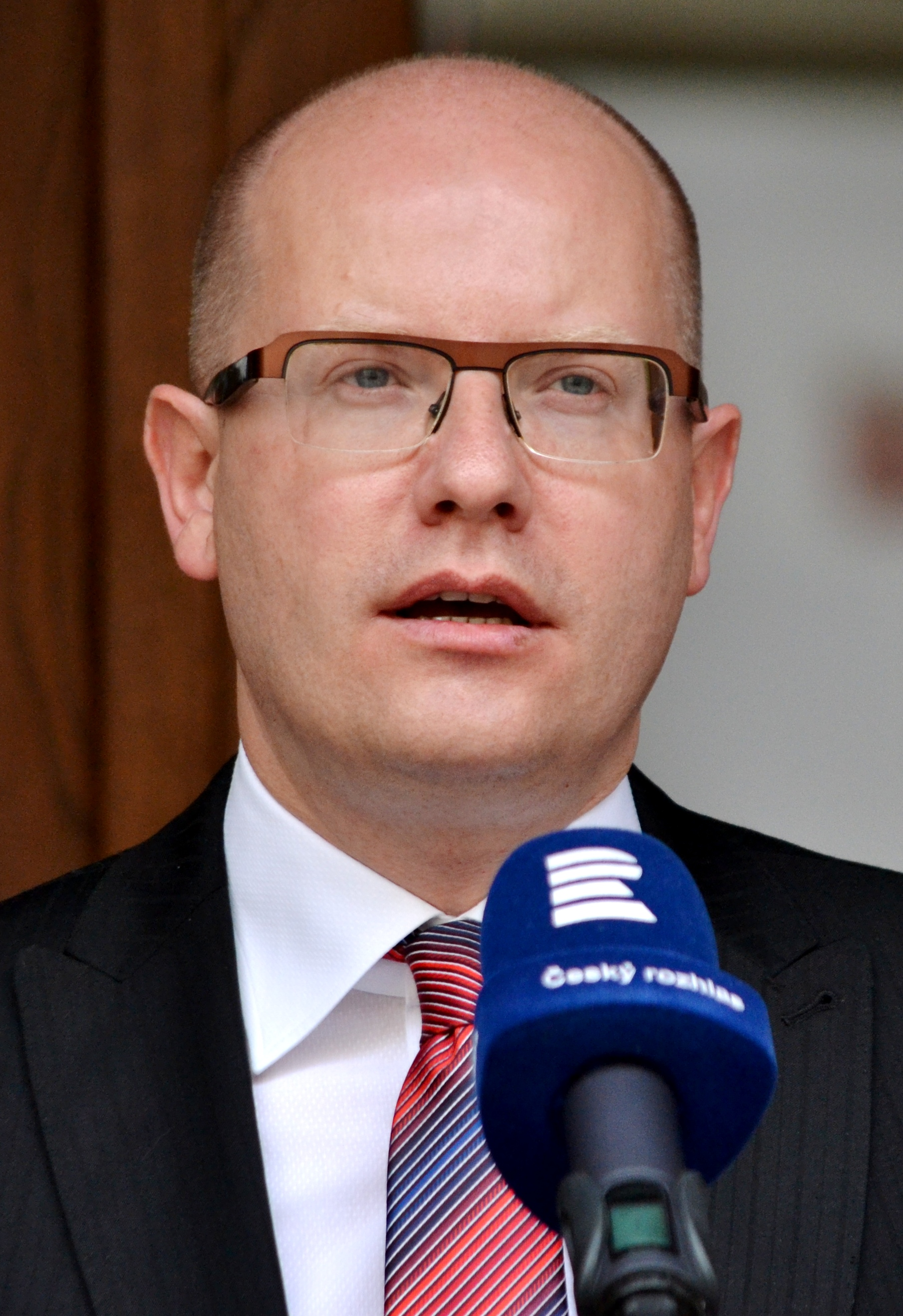
رهبری کنونی حزب

حزب سوسیال دموکرات چک (چکی: Česká strana sociálně demokratická) یا به اختصار ČSSD یک حزب سیاسی سوسیال دموکراسی در جمهوری چک است که ۵۰ صندلی را در مجلس نمایندگان جمهوری چک در اختیار دارد و بزرگترین حزب را تشکیل داده است. این حزب از سال ۲۰۱۳ کابینه این کشور را رهبری می‌نماید. 
حزب سوسیال دموکرات چک در ۱۸۷۸ تشکیل شده است